# No Depression
No Depression è il primo album in studio del gruppo musicale statunitense Uncle Tupelo, pubblicato nel 1990.

## Tracce
Tutte le tracce sono state scritte da Jay Farrar, Jeff Tweedy e Mike Heidorn, eccetto dove indicato.

### Edizione originale
1. Graveyard Shift – 4:43
2. That Year – 2:59 (Farrar, Tweedy)
3. Before I Break – 2:48
4. No Depression – 2:20 (A.P. Carter)
5. Factory Belt – 3:13
6. Whiskey Bottle – 4:46
7. Outdone – 2:48 (Farrar, Tweedy)
8. Train – 3:19 (Tweedy)
9. Life Worth Livin' – 3:32
10. Flatness – 2:58 (Tweedy)
11. So Called Friend – 3:12 (Farrar)
12. Screen Door – 2:42
13. John Hardy (CD bonus track) – 2:21 (tradizionale, arr. Lead Belly)

Tracce Bonus - Reissue CD 2003
1. Left in the Dark – 3:09 (Draznik)
2. Won't Forget – 2:51
3. Sin City – 3:53 (Gram Parsons, Chris Hillman)
4. Whiskey Bottle (Live Acoustic) – 4:40
5. No Depression (1988 Demo) – 2:19 (A.P. Carter)
6. Blues Die Hard (1987 Demo) – 4:08 (A.P. Carter)

### Edizione Legacy (2014)
Disco 1 (Album originale)
1. Graveyard Shift – 4:43
2. That Year – 2:59 (Farrar, Tweedy)
3. Before I Break – 2:48
4. No Depression – 2:20 (A.P. Carter)
5. Factory Belt – 3:13
6. Whiskey Bottle – 4:46
7. Outdone – 2:48 (Farrar, Tweedy)
8. Train – 3:19 (Tweedy)
9. Life Worth Livin' – 3:32
10. Flatness – 2:58 (Tweedy)
11. So Called Friend – 3:12 (Farrar)
12. Screen Door – 2:42
13. John Hardy – 2:21 (trad., arr. Lead Belly)

Disco 1 (Tracce Bonus)
1. Left in the Dark – 3:09 (Draznik)
2. Won't Forget – 2:51
3. I Got Drunk – 2:26
4. Sin City – 3:53 (Gram Parsons, Chris Hillman)
5. Whiskey Bottle (Live Acoustic) – 4:40

Disco 2 (Demos)
1. Outdone (1989 Demo) – 2:57
2. That Year (1989 Demo) – 3:14
3. Whiskey Bottle (1989 Demo) – 4:55
4. Flatness (1989 Demo) – 3:24
5. I Got Drunk (1989 Demo) – 3:07
6. Before I Break (1989 Demo) – 2:44
7. Life Worth Living (1989 Demo) – 3:25
8. Train (1989 Demo) – 3:31
9. Graveyard Shift (1989 Demo) – 4:58
10. Screen Door (1989 Demo) – 2:46
11. No Depression (1988 Demo) – 2:18
12. Blues Die Hard (1987 Demo) – 4:08
13. Before I Break (1987 Cassette Demo) – 3:11
14. I Got Drunk (1987 Cassette Demo) – 2:55
15. Screen Door (1987 Cassette Demo) – 2:23
16. Blues Die Hard (1987 Cassette Demo) – 4:00
17. Pickle River (1987 Cassette Demo) – 2:18

## Formazione
Uncle Tupelo
- Jay Farrar – voce, chitarra, banjo, mandolino, fiddle, armonica
- Mike Heidorn – batteria, piatti
- Jeff Tweedy – voce, chitarra acustica, basso

Personale aggiuntivo
- Rich Gilbert – pedal steel guitar
- J. Hamilton – fotografia
- Paul Q. Kolderie – produzione, ingegneria, effetti
- Sean Slade – produzione, piano, ingegneria, cori